# Élections législatives de 2020 au Michigan
Les élections législatives de 2020 au Michigan ont lieu le 3 novembre 2020 afin d'élire les 110 membres de la Chambre des représentants de l'État américain du Michigan.

## Système électoral
La Chambre des représentants du Michigan est la chambre basse de son parlement bicaméral. Elle est composée de 110 sièges pourvus pour deux ans au scrutin uninominal majoritaire à un tour dans autant de circonscriptions.

## Résultats
| Partis                   | Partis                | Voix      | %     | +/-  | Sièges | +/-           |
| ------------------------ | --------------------- | --------- | ----- | ---- | ------ | ------------- |
|                          | Parti républicain (R) | 2 653 603 | 49,60 | 2,20 | 58     | en stagnation |
|                          | Parti démocrate (D)   | 2 667 279 | 49,86 | 2,27 | 52     | en stagnation |
|                          | Parti libertarien (L) |           |       |      | 0      | en stagnation |
|                          | Autres partis         |           |       | -    | 0      | en stagnation |
|                          | Indépendants          |           |       |      | 0      | en stagnation |
|                          |                       |           |       |      |        |               |
| Votes valides            |                       |           |       |      |        |               |
| Votes blancs et nuls     |                       |           |       |      |        |               |
| Total                    | Total                 |           | 100   | -    | 110    | en stagnation |
| Abstentions              |                       |           |       |      |        |               |
| Inscrits / participation |                       |           |       |      |        |               |